# Nötasjön
Nötasjön är en sjö i Halmstads kommun i Halland och ingår i Nissans huvudavrinningsområde.